# Palisade (Nevada)
Palisade è una Unincorporated community degli Stati Uniti d'America della contea di Eureka nello Stato del Nevada.

## Geografia fisica
Palisade fa parte dell'area micropolitana di Elko.

## Galleria d'immagini

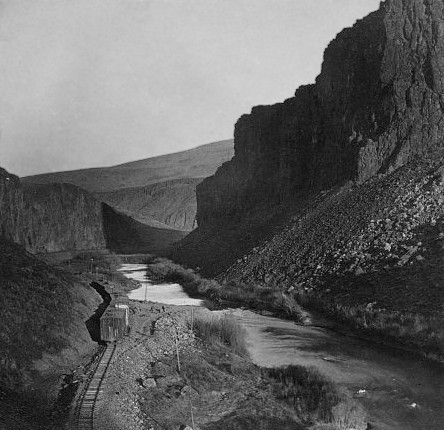
Palisade Canyon, durante la costruzione del Transcontinental Railroad nel 1868 (LOC)
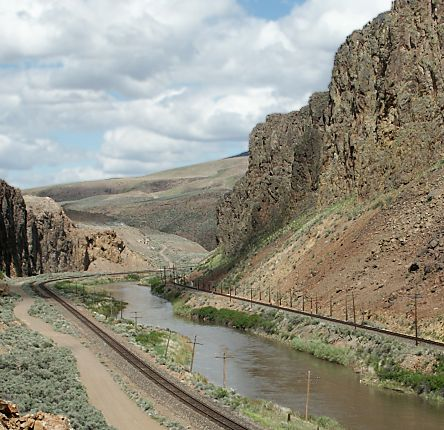
Lo stesso sito, situato a nord-est di Palisade, 140 anni dopo